# Emil Petru
Emil Petru (* 28. September 1939 in Târnăveni, Kreis Mureș; † 1. März 1995) war ein rumänischer Fußballspieler. Der Mittelfeldspieler bestritt 175 Spieler in der höchsten rumänischen Fußballliga, der Divizia A, und nahm an den Olympischen Spielen 1964 teil.

## Karriere

### Verein
Petru begann im Alter von neun Jahren mit dem Fußballspielen bei Știința Cluj (später Universitetea Cluj), wo er im Jahr 1956 im Alter von 16 Jahren in die erste Mannschaft aufrückte, die seinerzeit in der Divizia A spielte. Am 7. Oktober 1956 hatte er dort im Spiel gegen Dinamo Orașul Stalin sein Debüt. Am Saisonende folgte der Abstieg in die Divizia B. Bereits in der folgenden Saison gelang  der Wiederaufstieg.
Mit Știința spielte Petru im vorderen Mittelfeld mit. Im Jahr 1963 bekam er die Gelegenheit, zu Dinamo Bukarest und damit zu einem rumänischen Spitzenverein zu wechseln. Während seiner drei Jahre bei Dinamo konnte er in den Jahren 1964 und 1965 die Meisterschaft sowie im Jahr 1964 den rumänischen Pokal gewinnen.
Nachdem Petru in der Saison 1965/66 kaum berücksichtigt worden war, kehrte er zu Universitatea Cluj zurück, wechselte aber bereits ein Jahr später zum Lokalrivalen CFR Cluj in die Divizia B. Dort beendete er im Jahr 1969 seine aktive Laufbahn.

### Nationalmannschaft
Petru bestritt 16 Spiele für die rumänische Fußballnationalmannschaft und erzielte dabei vier Tore. Seinen Einstand hatte er am 30. September 1962 gegen Marokko. Im Jahr 1964 stand er im rumänischen Aufgebot für die Olympischen Spiele in Tokio, wo er in vier Spielen zum Einsatz kam.

## Erfolge
- Teilnehmer an Olympischen Spielen: 1964
- Rumänischer Meister: 1964, 1965
- Rumänischer Pokalsieger: 1964